# Gömörszőlős
Gömörszőlős ist eine ungarische Gemeinde im Kreis Putnok im Komitat Borsod-Abaúj-Zemplén.

## Geografische Lage
Gömörszőlős liegt in Nordungarn, 45 Kilometer nordwestlich des Komitatssitzes Miskolc, 9 Kilometer nördlich der Kreisstadt Putnok, an dem kleinen Fluss Keleméri-patak und einen Kilometer entfernt von der Grenze zur Slowakei. Die Nachbargemeinde Kelemér befindet sich zwei Kilometer südlich.

## Sehenswürdigkeiten
- Reformierte Kirche, erbaut 1825
- Volkskundliche Sammlung und Galerie (Néprajzi gyűjtemény és Kisgaléria)
- Wollmanufaktur (Gubanc Gyapjú Manufaktúra)

## Verkehr
Gömörszőlős ist nur über die Nebenstraße Nr. 26101 zu erreichen.  Es bestehen Busverbindungen über Kelemér und Serényfalva nach Putnok, wo sich der nächstgelegene Bahnhof befindet.

## Bilder

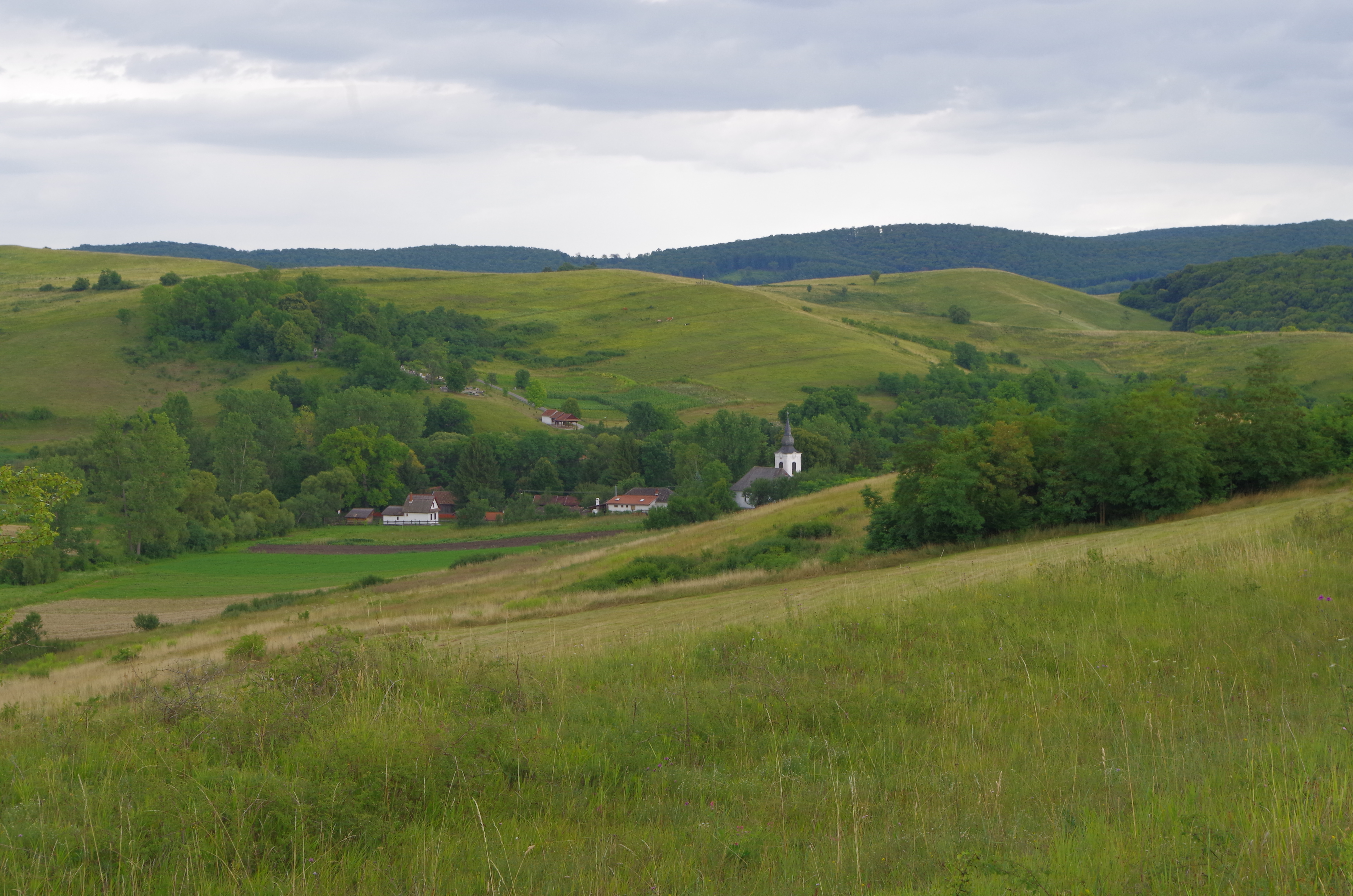
Blick auf Gömörszőlős
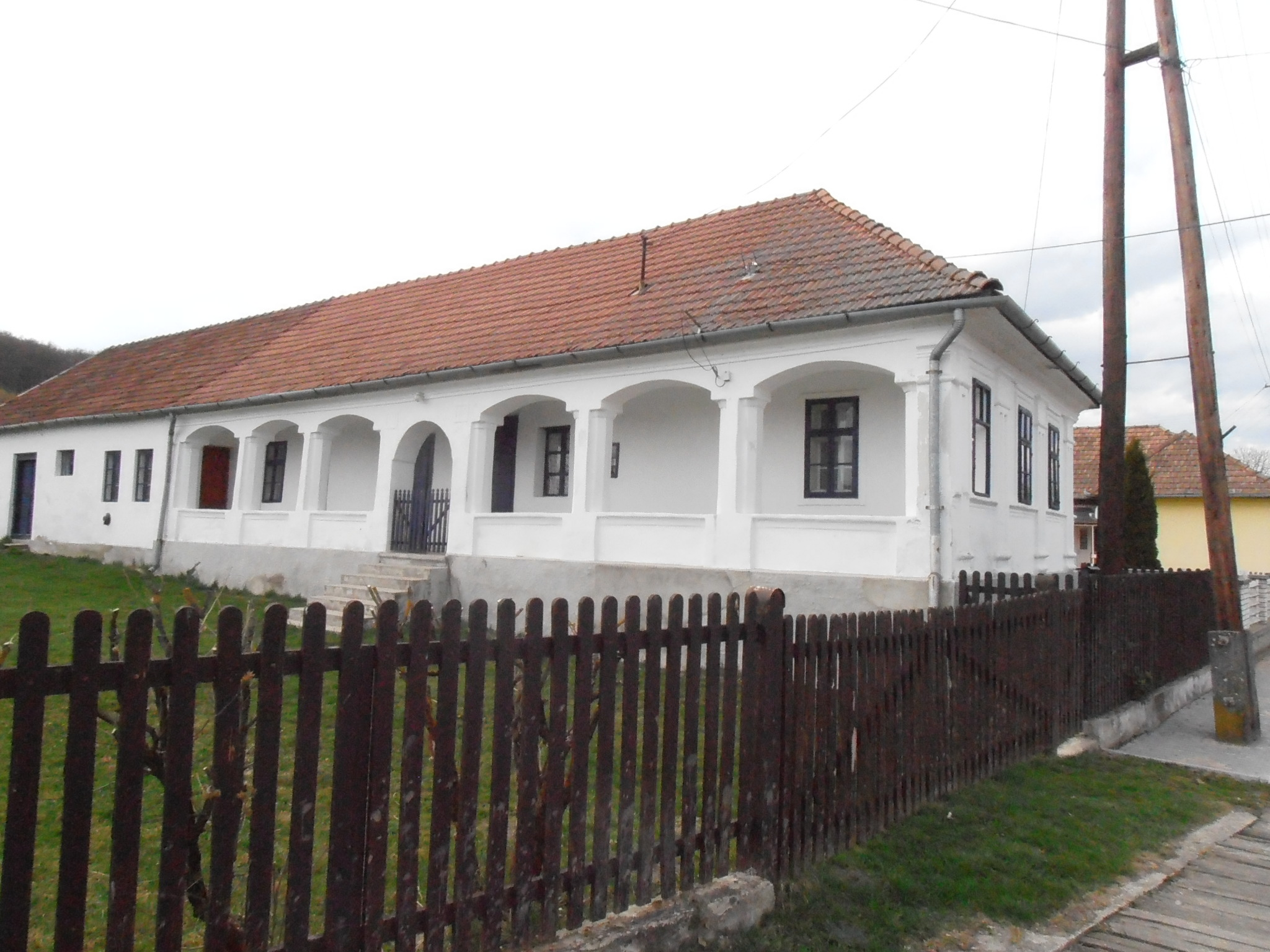
Bauernhaus aus dem 19. Jahrhundert